# Пологи-Вергуны
Поло́ги-Вергуны́ (укр. Пологи-Вергуни) — село, входит в Переяслав-Хмельницкий район Киевской области Украины.
Население по переписи 2001 года составляло 513 человека. Почтовый индекс — 08463. Телефонный код — 4567. Занимает площадь 5,43 км².

## Местный совет
08463, Київська обл., Переяслав-Хмельницький р-н, с.Пологи-Вергуни, вул.Макаренка,15